# Wally Henschel
Wally Henschel (* 9. September 1893 in Hamburg; † 13. Dezember 1988 in Miami) war eine deutschamerikanische Schachspielerin. Sie war die Schwester von Käthe Henschel, die später auch Kate Henschel genannt wurde.

## Leben
Wally und Käthe Henschel wurden als Zwillingstöchter von Israel Henschel und seiner Ehefrau Fanny Henschel (geborene Lewek) in eine jüdische Familie geboren. Wally besuchte eine Höhere Mädchenschule und mit 16 Jahren das Bernuthsche Konservatorium. Mit der Fortsetzung ihrer musikalischen Ausbildung nach dem Konservatorium wurde sie 1927 staatlich als Lehrerin für Gesang und 1929 als für den Bühnenberuf in der Gattung Oper geeignet anerkannt. Sie trat zunächst hauptsächlich als Sängerin in Erscheinung, wo sie beispielsweise schon während des Ersten Weltkriegs mit dem Hamburger Stadttheater Vorstellungen an der deutsch-belgischen Front gab.
Von 1933 bis 1939 war sie im Hamburger Tempel in der Oberstraße angestellt, gab jedoch hauptberuflich Gesangs- und Klavierübungsstunden.
Wally Henschel war neben Sonja Graf beim Zweikampf 1937 die einzige Frau, die gegen Vera Menchik eine Partie in einem Titelkampf um die Schachweltmeisterschaft der Frauen gewann. Diesen Erfolg erzielte Henschel 1930 in Hamburg, wo sie auch den dritten Platz unter fünf Spielerinnen belegte. Beim Titelkampf in Prag 1931 erreichte sie bei gleicher Teilnehmerzahl den letzten Platz. Dies blieb ihre letzte Teilnahme an einer Schachweltmeisterschaft.
Als Kinder einer jüdischen Familie wurden die beiden Henschel-Schwestern Wally und Käthe nach der sogenannten Machtergreifung der NSDAP zur beginnenden Zeit des Nationalsozialismus 1933 aus dem Hamburger SK entfernt. Um sich dem deutlichen Antisemitismus und einer damit einhergehenden möglichen physischen Vernichtung, etwa in weiteren Pogromen, zu entziehen, beschlossen beide bereits vor der Reichspogromnacht am 9. November 1938, in die Vereinigten Staaten zu emigrieren. Sechs Tage vor der Sperrung ihrer Pässe verließen sie daher am 25. März 1939 das Deutsche Reich. In den folgenden Monaten gelangten die Schwestern über die Niederlande, England, Westindien, Mittelamerika und Haiti nach New York.
Da Wally Henschel nach der Emigration nicht mehr mit Übungsstunden genug Geld verdienen konnte, erhielt sie bis 1944 finanzielle Zuwendungen durch ihren Vater. Anschließend eröffnete sie eine kleine Pension, wo sie in armen Verhältnissen lebte. Ebenfalls 1944 nahmen sie und ihre Schwester Käthe an der US-Frauenmeisterschaft teil, wo Käthe hinter Gisela Gresser und Mona May Karff den dritten und Wally den vierten Platz belegten. Bis Mitte der 1950er Jahre verlor Wally Henschel fast ihr gesamtes Augenlicht.
Aus der folgenden Zeit bis zu ihrem Tod 1988 sind nur wenige Informationen bekannt, die darauf schließen lassen, dass ihr Freundeskreis zu einem signifikanten Teil aus Emigranten bestand und sie mit der Höhe der Zahlungen des Amts für Wiedergutmachung unzufrieden war. 1986 zogen die Henschel-Schwestern in die Nähe eines Neffen in Miami, wo Wally Henschel am 13. Dezember 1988 verstarb. Zweieinhalb Jahre später verstarb auch Käthe.
Am Hamburger Schachklubheim in Hamburg-Eilbek erinnert eine Tafel an ehemalige jüdische Mitglieder des Vereins.

## Partiebeispiel
|   | a | b | c | d | e | f | g | h |   |
| 8 |   |   |   |   |   |   |   |   | 8 |
| 7 |   |   |   |   |   |   |   |   | 7 |
| 6 |   |   |   |   |   |   |   |   | 6 |
| 5 |   |   |   |   |   |   |   |   | 5 |
| 4 |   |   |   |   |   |   |   |   | 4 |
| 3 |   |   |   |   |   |   |   |   | 3 |
| 2 |   |   |   |   |   |   |   |   | 2 |
| 1 |   |   |   |   |   |   |   |   | 1 |
|   | a | b | c | d | e | f | g | h |   |

Die folgende Partie ist eine von nur zweien Verlustpartien Vera Menchiks in einem Weltmeisterschaftsturnier.
Henschel–Menchik 1:0
Hamburg, 1930
Königsindische Verteidigung, E94
1. d4 Sf6 2. c4 g6 3. Sc3 Lg7 4. Sf3 0–0 5. e4 d6 6. Le2 Sbd7 7. 0–0 e5 8. Lg5 h6 9. dxe5 dxe5 10. Lh4 c6 11. Dd2 Te8 12. Tfd1 Db6 13. Lf1 Sh5 14. b3 Sf4 15. Sa4 Dc7 16. Tac1 Se6 17. Sc3 Sd4 18. Se1 Sf8 19. f3 Le6 20. Sc2 Kh7 21. Sxd4 exd4 22. Se2 c5 23. Sf4 Le5 24. Lg3 Dd6 25. Ld3 b6 26. Se2 Lxg3 27. Sxg3 a5 28. a4 Lc8 29. Tf1 Ta7 30. Tce1 Tae7 31. f4 Lb7 32. e5 Db8 33. Sh5 Sd7 34. f5 Tf8 35. fxg6+ fxg6 36. e6 Se5 37. Txf8 Dxf8 38. Txe5 Lc8 39. Sf4 Df6 40. Sxg6 Tg7 41. Th5 und Schwarz gab auf.